# Belgijska softbolska reprezentacija
Belgijska softbolska reprezentacija predstavlja državu Belgiju u športu softbolu.
Krovna organizacija: 

## Sudjelovanja na EP
- Prag 1993.: nisu sudjelovali
- Hørsholm 1995.: nisu sudjelovali
- Bussum 1997.: nisu sudjelovali
- Prag 1999.: 5.
- Antwerpen/Anvers 2001.: 5.
- Chočen 2003.: 5.
- Nijmegen 2005.: 6.
- Beveren 2007.: 4.